# Simon Brandhuber
Simon Josef Brandhuber (Straubing, 27 de junio de 1991) es un deportista alemán que compite en halterofilia. Ganó dos medallas de plata en el Campeonato Europeo de Halterofilia, en los años 2019 y 2022.

## Palmarés internacional
| Campeonato Europeo | Campeonato Europeo | Campeonato Europeo | Campeonato Europeo |
| Año                | Lugar              | Medalla            | Categoría          |
| ------------------ | ------------------ | ------------------ | ------------------ |
| 2019               | Batumi (Georgia)   | Medalla de plata   | 67 kg              |
| 2022               | Tirana (Albania)   | Medalla de plata   | 61 kg              |